# Tüdős János (pedagógus)
Tüdős János (Debrecen, 1824. június 13. – Debrecen, 1897. június 1.) református főgimnáziumi igazgató.

## Élete
Tüdős János kántortanító és Gyulay Klára fia. Debrecenben végezte a felső iskolai filozófiai, jogi és teológiai tanfolyamot 1839-től 1845-ig. A következő két tanévben ugyanott esküdt felügyelő egy évig pedig a gimnázium IV. osztályának köztanítója volt. 1848 márciusától 1851 márciusáig a kisujszállási VI. osztályú gymnáziumban rektor és a felsőbb osztályok tanítója volt. Az 1851-től 1853-ig két tanévben a debreceni főiskolában akkor teljesen még nem rendezett gimnázium VI. osztályának ideiglenes oktatója, 1853-tól a teljesen berendezett és nyilvánossági jogot nyert VIII osztályú gimnáziumban rendes tanár volt, 1884-től igazgató három évi időközre a tanári kar által háromszor megválasztva. Mint tanár a latin, görög, magyar, német nyelv tanításával s mellékesen a történelem és földrajztudomány előadásával is foglalkozott; 43 évi szolgálat után nyugalomba vonult. Elhunyt 1897. június 1-jén, életének 73., gyászos özvegységének 2. évében, örök nyugalomra helyeztetett 1897. június 3-án a ref. egyház szertartásai szerint a debreceni Kossuth-utcai temetőben.

## Munkái
1. Latin mondattan. Gymnasiumi használatra. Pest, 1865. (2. kiadás. Debreczen, 1875. 3. k. Uo. 1887.).
2. Phaedri Augusti liberti fabularum Aesopiarum libri quinque. Cum triplici appendice fabularum novarum. Függelék példák a szokottabb latin versnemekre... Magyarázó jegyzetekkel ellátta. Debreczen, 1872. (2. szótárral bővített kiadás. Uo. 1892., 3. k. 1899. Uo.).
3. Magyar fordítási feladatok a latin nyelv gyakorlati tanítására. Gymnasium III-VI. osztálya számára. Uo. 1885.